# Life settlement
Life settlement is de verkoop van een lopende kapitaalverzekering bij overlijden aan derden. In de Verenigde Staten worden dergelijke polissen sinds 1996 verhandeld. Deze investeringsvorm is ongevoelig voor beurseffecten en is voornamelijk afhankelijk van demografische ontwikkelingen.

## Concept
Een life settlement is een transactie waarbij de rechten (vaak een verzekerde som bij overlijden) en plichten (premiebetaling, bijvoorbeeld tot het overlijden) van een levensverzekeringspolis door de polishouder worden verkocht aan één of meer investeerders. Bij vrijval van de polis wordt de verzekerde som aan de investeerder(s) uitgekeerd.
Wanneer de polishouder simpelweg stopt met het betalen van de premie, vervalt de polis, maar is de polishouder het ingelegd kapitaal kwijt. Een alternatief is afkoop waarbij de polishouder een deel van het ingelegde kapitaal terugkrijgt en de verzekering wordt beëindigd. Dit is in veel gevallen eveneens ongunstig omdat de afkoopsom vaak lager is dan de werkelijke waarde en er in sommige landen (bijvoorbeeld Nederland) sancties op staan wanneer de polis fiscaal gefaciliteerd was. Een life settlement levert de verkoper meestal een significant hogere opbrengst dan een afkoopsom en is dus de voordeligste wijze om een levensverzekeringspolis te liquideren. Financieel adviseurs zijn in Amerika wettelijk verplicht om de polishouder te wijzen op het bestaan van de secundaire markt voor levensverzekeringen.
Redenen om een polis te verkopen, lopen uiteen. Een groot gedeelte van de polissen wordt verkocht omdat de noodzaak om de verzekering aan te houden, niet meer bestaat. Anderen willen van hun premieverplichtingen af of hebben om een of andere reden snel baar geld nodig. De eerste aanzet tot het ontstaan van de life settlement markt werd gegeven door de AIDS-epidemie: patiënten hadden geld nodig om dure medicijnen te kopen of in de tijd die hen restte nog leuke dingen te doen, terwijl hun levensverwachting drastisch was geslonken.
Vaak zal een investeerder meerdere polissen kopen (of een deelname daarin) om het risico te spreiden (voor het rendement niet afhankelijk te zijn van één overlijden).  Wanneer de investeerder in gebreke blijft met de premiebetalingen zullen de betreffende verzekeringen vervallen. Ook zal de investeerder de verzekerden moeten blijven volgen tot hun overlijden. Hiervoor kan een 'tracking agent' worden ingeschakeld, een bedrijf dat gespecialiseerd is in het voor diverse doelen volgen van personen.
Een (eenvoudig) voorbeeld van een dergelijke transactie is als volgt.
- A start een investeringsprogramma in life settlements. Hij verzamelt 11 miljoen euro van investeerders en koopt hiermee 100 verzekeringspolissen. De polissen, gekocht voor 100.000 euro per stuk keren, allemaal na de dood van de verzekerde een bedrag van 250.000 euro uit. De premielasten bedragen 5.000 euro per polis per jaar.
- In jaar 1 krijgt A 11 miljoen euro en koopt daarmee 100 polissen voor in totaal 10 miljoen euro. Van het miljoen dat over is gaat 200.000 euro op aan transactiekosten. Bovendien moet 500.000 premie betaald worden en wordt de rest, 0,3 miljoen, apart gehouden of kortlopend geïnvesteerd ter dekking van premie- en andere verplichtingen. In jaar 1 overlijdt nog niemand.
- In jaar 2 overlijden 20 personen, wat een bedrag van 5 miljoen euro oplevert. De kosten bedragen 400.000 aan premielasten en 100.000 aan transactiekosten, zodat nu 4,8 miljoen euro 'in de pot' zit.
- In jaar 3 overlijden nog eens 20 personen, waardoor nogmaals 5 miljoen vrijkomt. De kosten zijn 300.000 premie + 100.000 transactie, zodat nu 9.4 'in de pot' zit.
- In jaar 4 overlijden 50 personen zodat er 12,5 miljoen euro binnenkomt. De kosten zijn nu nog maar 100.000 transactiekosten 50.000 aan premies zodat nu 21,75 miljoen beschikbaar is. Tien 'krasse knarren' blijken nog in leven of zijn 'zoekgeraakt'. Organisator A vindt het nu wel welletjes en verkoopt de resterende polissen voor 1 miljoen aan andere investeerders. Van de 22,75 miljoen die hij nu heeft houdt hij 2,75 miljoen zelf als commissie, en betaalt hij 20 miljoen uit aan de investeerders in zijn programma.

Dit voorbeeld is overigens sterk vereenvoudigd en houdt met een aantal zaken geen rekening. In praktijk zal men levensverzekeringen willen kiezen die homogeen zijn qua waarde en levensverwachting, die meestal veel langer is dan de 4 jaar uit het voorbeeld. Ook zullen de aantallen sterfgevallen vaak een belvormige curve vormen waarbij de top rond de gemiddelde levensverwachting ligt (vaak 10 tot 20 jaar). Daarvoor en daarna zullen weinig overlijdens plaatsvinden. Ten slotte is het voorbeeld er gemakshalve van uitgegaan dat alle sterfgevallen precies aan het begin van het jaar vallen, wat in werkelijkheid natuurlijk niet waarschijnlijk is.
In theorie is een life settlements investering vrij resistent tegen economische fluctuaties, omdat de investering afhankelijk is van levensverwachting (en daadwerkelijk overlijden) en niet direct van de economische fluctuaties. Er bestaat naast de onzekerheid over de momenten van overlijden slechts een wederpartijgerelateerd risico dat de uitbetalende verzekeraar zelf in economische problemen raakt en niet aan zijn verplichtingen kan voldoen. De investering is echter relatief ongevoelig voor fluctuaties op de beurs.

## Securitizatie
Life settlements kunnen worden gesecuritizeerd. De levensverzekeringen worden in dit geval gebruikt als asset in een securitizatie, wat wil zeggen dat ze gekocht worden door een SPV dat deze koop financiert middels de uitgifte van obligaties. Vaak worden deze obligaties uitgegeven als zerocouponbonds, omdat het SPV immers liquiditeit beschikbaar dient te houden voor het doorbetalen van de premies. Het is ook mogelijk met behulp van een investment manager een dynamisch portolio op te bouwen, vergelijkbaar met een CDO. Door het gebruik van een kapitaalvennootschap die juridisch losstaat van de organisatoren en de zogenaamde faillissementsbestendigheid van de transactie, krijgt men een investering die slechts afhankelijk is van het achterliggend actief, namelijk het levensverzekeringsportfolio.

## Bezwaren
Bron van de ethische bezwaren tegen life settlements is dat de investeerder er belang bij krijgt dat de verzekerde zo snel mogelijk overlijdt. Een snelle dood betekent eerdere vrijval van de polis (dus rentevoordeel). Bovendien stopt de verplichting tot premiebetaling. Hetzelfde doet zich echter voor bij (direct ingaande) lijfrentes, waarbij de verzekeraar baat heeft bij het vroegtijdig overlijden van de verzekerde. Op dit vlak heeft er nimmer een ethische discussie plaatsgevonden. Bovendien ontvangt de verzekerde (die bovendien geen premie meer hoeft te betalen) voor de verkoop van zijn polis een hoger bedrag dan hij bij afkoop zou hebben ontvangen terwijl hij bij verval van de polis niets zou krijgen; hij heeft dus eveneens voordeel van de transactie.
Het te gelde maken van de levensverzekeringspolis en vervolgens de verkoopprijs opsouperen wordt soms met lede ogen aangezien door erfgenamen van de verzekerde, die de nalatenschap zien verdampen. Het is in de VS dan ook wel voorgekomen dat nabestaanden de verkoop van de polis juridisch betwistten.
Tijdens de kredietcrisis werden life settlements aanvankelijk gepresenteerd als alternatieve investering, die resistent was tegen economische fluctuaties omdat het rendement immers van de levensverwachting afhing. Aanvankelijk leidde dit tot een grote groei, totdat een aantal incidenten met life settlements beleggers huiverig maakte. In Nederland heeft de onderneming Easy Life op grote schaal gefraudeerd door ingelegde gelden niet in polissen te beleggen maar in eigen zak te steken. In Luxemburg vonden drie schandalen met life settlement SPVs plaats (ARM Asset-Backed Securities, Lifemark en SLS Capital), waardoor beleggers uit verschillende Europese landen gedupeerd werden en Luxemburg als financieel centrum ernstig in verlegenheid werd gebracht. Vanwege Easy Life en een aantal andere negatieve ervaringen met life settlements heeft het product te kampen gekregen met een negatieve reputatie.
Life settlements kunnen door de volgende oorzaken op de klippen lopen:
- Te hoge onttrekkingen of maandlasten waardoor de transactie op den duur niet meer zowel de premie- als eventuele verplichtingen aan de investeerders kan opbrengen. Omdat de premies ook betaald moeten worden kan het (uit marketingoverwegingen) betalen van dividend of couponrente aan investeerders de transactie in liquiditeitsproblemen brengen door de 'double dip' die dit geeft in samenloop met de premiebetalingen.
- Werken met verouderde levensverwachtingstabellen kan ertoe leiden dat de berekeningen op te optimistische veronderstellingen gebaseerd zijn. Als de levensverwachting 2 jaar gestegen is betekent dat dat waarschijnlijk 2 jaar langer premie betaald moet worden en de poliswaarde pas 2 jaar later vrijvalt. Ook wordt vaak onvoldoende rekening gehouden met de paar verzekeringen die soms nog (tientallen) jaren doorlopen doordat de verzekerden (veel) langer blijven leven dan hun levensverwachting: de 'toxic tail'. Wanneer met deze nadelen geen rekening is gehouden kan de transactie onderweg in problemen komen.
- De portfolio's zijn soms te klein waardoor de wet van de grote getallen slechter of niet werkt. Kleinere portfolio's bereiken ook niet de 'kritische massa', waar de rendementen ook na betaling van de transactiekosten aantrekkelijk voor investeerders blijven. Verder zijn sommige portfolio's niet homogeen opgebouwd, dat wil zeggen uit een mix van grotere en kleinere polissen. Hierdoor kan het wel en wee van een of enkele grote polissen effect hebben op de gehele transactie.
- In de Verenigde Staten, waar nog steeds de meeste life settlements vandaan komen en verhandeld worden, heeft de belastingdienst aangekondigd belastingwetgeving en verdragen zodanig te interpreteren, dat men sneller tot belastingheffing bij de verkrijger zal overgaan. Bij internationale transacties en investeringen betekent dit vaak 30% bronheffing.
- Bovenstaande leidt tot het gebruik van ingewikkelde structuren om de belasting in de Verenigde Staten te kunnen omzeilen. Hoewel dit wellicht meer fiscale zekerheid geeft, leidt het ook tot fors hogere transactiekosten.
- Toen de Europese life settlement transacties opkwamen, sloeg de kredietcrisis toe. Veel professionele grotere marktpartijen trokken zich van de (securitizatie)markt terug waarbij de kleine minder professionele spelers overbleven. Veel sponsors van de transacties waren individuen in plaats van bedrijven die alle kosten uit eigen zak moesten betalen en het derhalve zo goedkoop mogelijk wilden houden. Het resultaat was vaak slecht doordachte en onprofessioneel opgezette transactiestructuren, waarin soms essentiële juridische en fiscale elementen over het hoofd werden gezien.

## Verzekeringsmaatschappijen
Bij een life settlement is het belangrijk dat de levensverzekeringsmaatschappij geregistreerd is in de Verenigde Staten. De rechten en de plichten van een levensverzekering worden overgedragen aan de trust en bij vrijval van de polis ontvangt de investeerder zijn uitkering via de trust. De financieel solide levensverzekeringsmaatschappij garandeert de uitkering.
De polissen die voor aankoop in aanmerking komen, worden volgens strenge criteria geselecteerd. Een van de eisen is dat de polis moet zijn afgegeven door een financieel sterke maatschappij.

## Nederland
Life settlements zijn in 2002 in Nederland geïntroduceerd. Tot het moment dat het bedrijf Easy Life met veel tamtam de markt in ging werd het product middels gerichte marketing bekendgemaakt bij het financieel intermediar. Nederland was geen koploper aangezien Engeland en Duitsland al hun eigen "secondary market" hadden, middels Term Endowment Policies en Zweitmarktpolicen. Ook de Amerikaanse life settlements waren in die tijd al gemeengoed in deze landen. Alleen in Nederland stak de ethische discussie de kop op.

## Luxemburg
Veel partijen in life settlement transacties besloten tot securitizaties met een Luxemburgs SPV vanwege de gunstige Luxemburgse securitizatiewetgeving en het belastingverdragennetwerk. In Luxemburg vonden enkele grote schandalen plaats. Dit leidde in Luxemburg tot een aanscherping van het toezicht op securitizatievennootschappen.